# Lijst van waterkrachtcentrales in Nederland
Dit is een lijst van waterkrachtcentrales in Nederland. Hierin worden waterkrachtcentrales vermeld die gekoppeld zijn aan het elektriciteitsnet en meerdere huishoudens van stroom kunnen voorzien. Naast de reguliere waterkrachtcentrales zijn ook mini- (kleiner dan 1000 kW) en microcentrales (kleiner dan 100 kW) opgenomen. Aangevuld met voor elektriciteitopwekking omgebouwde historische watermolens.
Waterkrachtcentrales kunnen, doordat ze 24 uur per dag stabiel stroom leveren, qua opbrengst wedijveren met zonne- en windenergie-installaties met op papier veel grotere vermogens. Een centrale die continu draait met 10 kW vermogen levert genoeg elektriciteit voor ongeveer 25 huishoudens.
| Producent                     | Centrale                          | Plaats              | Opmerkingen                                           | Techniek               | Nominaal Elektrische Vermogen kW | In bedrijf | Uit bedrijf |
| ----------------------------- | --------------------------------- | ------------------- | ----------------------------------------------------- | ---------------------- | -------------------------------- | ---------- | ----------- |
| Vattenfall                    | Stuw- en sluizencomplex Hagestein | Hagestein           | Stilgelegd in 2005                                    | Kaplanturbine          | 1.800                            | 1958       | 2005        |
| Vattenfall                    | Waterkrachtcentrale Maurik        | Maurik/Amerongen    |                                                       | Kaplanturbine          | 10.000                           | 1988       |             |
| Vattenfall                    | Maas, Lith                        | Alphen/Lith         |                                                       | Kaplanturbine          | 14.000                           | 1990       |             |
| RWE                           | Maas, Linne                       | Linne               |                                                       | Kaplanturbine          | 11.000                           | 1989       |             |
| Tocardo                       | Oosterscheldekering               | Kamperland          | Getijdencentrale Oosterschelde                        | Vrije propellerturbine | 1.250                            | 2015       | 2023        |
| Dommelstroom                  | De Dommel                         | Sint-Michielsgestel | eerste coöperatieve waterkrachtcentrale van Nederland | Vijzelturbine          | 120                              | 2016       |             |
| Nederstroom                   | ECI-centrale                      | Roermond            | Gerestaureerd in 2000                                 | Francisturbine         | 250                              | 1920       |             |
| Rijkswaterstaat               | Waterkrachtcentrale Roeven        | Roeven              | Gerestaureerd in 1993. Stilgelegd 2019                | Francisturbine         | 30                               | 1919       | 2019        |
| Essent                        | Stuw de Haandrik                  | Gramsbergen         | Stilgelegd in 2013                                    | Kaplanturbine          | 110                              | 1988       | 2013        |
| Vallei en Veluwe              | Stuw Hezenberg                    | Hattem              |                                                       | Vijzelturbine          | 28                               | 2011       |             |
| Privé                         | Groote Molen                      | Meerssen            | Omgebouwde Watermolen                                 | Francisturbine         | 55                               | 1985       |             |
| Privé                         | Volmolen (Waalre)                 | Waalre              | Omgebouwde Watermolen                                 | Onderslagmolen         | 28                               | 2000       |             |
| St. J. Kritzraedt             | Ophovenermolen                    | Ophoven             | Omgebouwde Watermolen                                 | Middenslagmolen        | 19                               | 2003       |             |
| Privé                         | Molen van Otten                   | Wijlre              | Omgebouwde Watermolen                                 | Onderslagmolen         | 18                               | 1981       |             |
| Privé                         | Neubourger Molen                  | Gulpen              | Omgebouwde Watermolen                                 | Middenslagmolen        | 9                                | 1985       |             |
| Natuurmonumenten              | Watermolen van Hackfort           | Vorden              | Omgebouwde Watermolen                                 | onderslagmolen         | 5                                | 1998       |             |
| Geldersch Landschap           | Watermolen van Staverden          | Staverden           | Omgebouwde Watermolen                                 | Bovenslagmolen         | 4                                | 2000       | 2009        |
| Privé                         | Sint-Elisabethsmolen              | Nunhem              | Omgebouwde Watermolen                                 | Middenslagmolen        | 5                                | 2015       |             |
| Privé                         | Schouwsmolen                      | Ittervoort          | Omgebouwde Watermolen                                 | Onderslagmolen         | 1                                | 2016       |             |
| Privé                         | Commandeursmolen                  | Mechelen            | Omgebouwde Watermolen                                 | Francisturbine         | 24                               | 1989       |             |
| Natuurmonumenten              | Volmolen (Epen)                   | Epen                | Omgebouwde Watermolen                                 | Middenslagmolen        | 8                                | 2009       | 2019        |
| Privé                         | Millenermolen                     | Nieuwstadt          | Omgebouwde Watermolen                                 | Francisturbine         | 12                               | 2004       |             |
| Vallei en Veluwe              | Stuw Asschat                      | Leusden             | EQA Box met waterrad                                  | Bovenslagmolen         | 8                                | 2018       |             |
| Privé                         | Hooydonkse Watermolen             | Nederwetten         | Omgebouwde Watermolen                                 | Onderslagmolen         | 5                                | 2009       |             |
| Greenchoice                   | Molenstuw Hooydonk                | Nederwetten         | Stuw van Hooydonkse watermolen                        | Vijzelturbine          | 18,5                             | 2005       |             |
| Hilverstroom                  | Pomphuis Sluis Haghorst           | Hilvarenbeek        | Omgebouwde waterpomp                                  | Schroefpomp            | 12                               | 2015       |             |
| Rijkswaterstaat               | Sluis III Wilhelminakanaal        | Tilburg             | Waterkracht & gemaal combi                            | Vijzelturbine          | 355                              | 2020       |             |
| Privé                         | Slottermolen                      | Grubbenvorst        | Omgebouwde Watermolen                                 | Middenslagmolen        | 8                                | 1966       |             |
| VMI Holland BV                | De Zuukermolen                    | Zuuk                | Omgebouwde Watermolen                                 | Bovenslagmolen         | 2                                | 2012       |             |
| Privé                         | Spoordonkse Watermolen            | Spoordonk           | Omgebouwde Watermolen                                 | Onderslagmolen         | 2                                | 2012       |             |
| Privé                         | De Hamermolen                     | Ugchelen            | Omgebouwde Watermolen                                 | Bovenslagmolen         | 1                                | 2009       |             |
| ASR Vastgoed                  | Watermolen van Hattem-Molecaten   | Hattem              | Stroomvoorziening kasteel Molecaten (1918-1940)       | Bovenslagmolen         | 2                                | 1918       | 1940        |
| Coöperatie Duurzaam Singraven | Landgoed Singraven                | Denekamp            | Waterkrachtcentrale in rivier de Dinkel               | Vijzelturbine          | 55                               | 2021       |             |